# Heinz Schirk

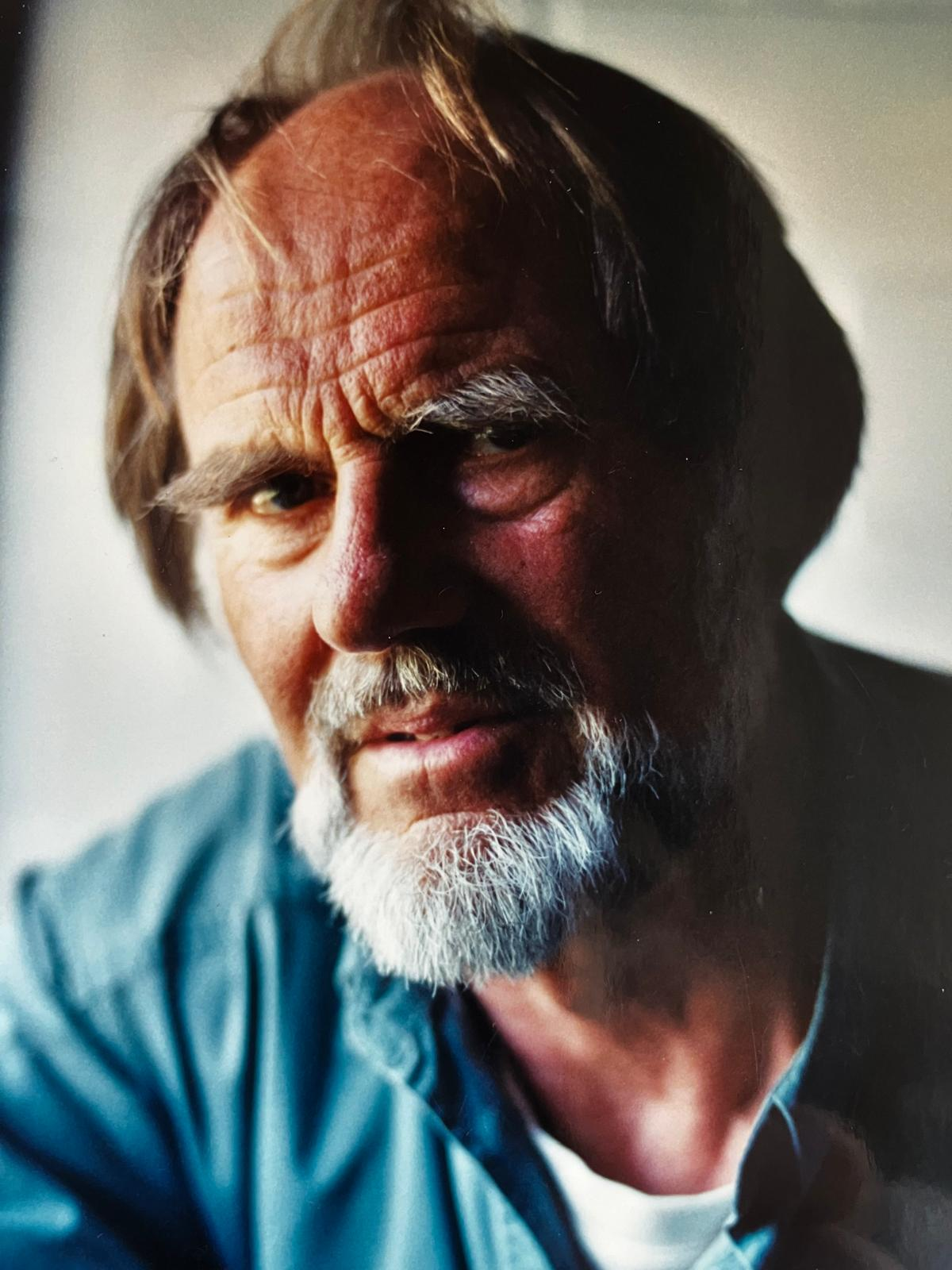
Heinz Schirk

Heinz Schirk (* 22. Dezember 1931 in der Freien Stadt Danzig; † 10. Dezember 2020 in Bickenbach) war ein deutscher Autor und Regisseur, Maler und Grafiker.

## Leben
Schirk wuchs in seiner Geburtsstadt Danzig auf. Im Alter von 10 Jahren verlor er seinen Vater. Im Januar 1945 floh er allein als 13-Jähriger vor den sich nähernden sowjetischen Truppen über die Ostsee in Richtung Westen. Während der Hungerjahre kam er in wechselnden Flüchtlingslagern mit improvisiertem Schulunterricht unter. Nach dem Krieg lebte er mit seiner Mutter bei Hamburg. Es folgte ein Arbeitsleben am Theater und beim Film. Zunehmend widmete er sich der Malerei. Heinz Schirk lebte in Bickenbach an der hessischen Bergstraße, war verheiratet und Vater von zwei Kindern.

## Theater
Vor seinem Abitur 1952 an der Sachsenwald-Oberschule in Reinbek spielte Schirk dort in Schüler-Aufführungen und trug selbstgetextete, von seinem Schulfreund Christian Bruhn vertonte Chansons vor. Diese Erfahrungen verstärkten seinen Drang zum Theater und zum Schreiben. Zunächst studierte er Theaterwissenschaft als Berlin-Stipendiat bei Hans Knudsen. Hinzu kamen Germanistik, Kunstgeschichte und Publizistik bei Emil Dovifat. An der Studentenbühne der Freien Universität Berlin ergab sich die Chance für erste Inszenierungen und dramaturgische Arbeiten. Parallel dazu erhielt er Schauspielunterricht mit Abschlussprüfung und privates Kunststudium bei Willi Schmidt. Nach mehreren Einzelengagements als Schauspieler und Regieassistent u. a. bei den Bad Hersfelder Festspielen, folgten drei Spielzeiten an den Städtischen Bühnen Frankfurt als Schauspieler und Regieassistent von Harry Buckwitz. Danach bekam er ein erstes Regie-Engagement am Theater der Landeshauptstadt Kiel. Weitere Verpflichtungen folgten an das Nationaltheater Mannheim und an das Landestheater Darmstadt. In den folgenden Jahren arbeitete Schirk als freier Regisseur an deutschsprachigen Bühnen, an den Städtischen Bühnen Frankfurt, am Staatstheater Stuttgart unter der Schauspieldirektion von Günter Lüders, an Ida Ehres Hamburger Kammerspielen, am Burgtheater Wien, am Schauspielhaus Bochum bei Hans Schalla, an der Komödie Basel, am Staatstheater Hannover, am Theater an der Wien, am Deutschen Theater in Göttingen, bei den Ruhrfestspielen Recklinghausen.
In den späten 1960er Jahren arbeitete Schirk zunehmend bei Film und Fernsehen, doch kehrte er immer wieder zurück an die Theaterbühne.

## Film
Schirk ist auch Autor und Regisseur zahlreicher Fernsehinszenierungen in Deutschland, Italien, Österreich, Frankreich, Schweiz und der Tschechoslowakei. Außer Adaptionen klassischer und moderner Bühnenwerke schrieb er in den Jahren 1971 bis 1999 neun Drehbücher der ARD-Krimireihe Tatort und inszenierte 12 Episoden. Die satirische Komödie O süße Geborgenheit, die er 1969 für den Sender Freies Berlin drehte, wurde damals als skandalös empfunden, wofür sich der Sender öffentlich entschuldigen musste. U. a. führte er 1974 die Regie bei dem TV-Thriller Der Springteufel mit Arno Assmann und Dieter Hallervorden. Als Regisseur verantwortete er 1986 den Auftakt zu Liebling Kreuzberg mit Manfred Krug. Außerdem inszenierte er 1984 das Doku-Drama Die Wannseekonferenz, 1990 Der zerbrochene Krug und 1993 den französischen Spielfilm Le Pigeon (die beiden letztgenannten mit Günter Strack in der Hauptrolle). In vielen seiner Filme hat Schirk kurze schauspielerische Auftritte.

## Filmografie (Auswahl)
- 1955: Das Sandmännchen
- 1966: Stella (Theateraufzeichnung)
- 1966: Der Käfig
- 1968: Heinrich VIII und seine Frau
- 1969: Die Ballade vom Cowboy
- 1969: Oh süße Geborgenheit
- 1969: Gerechtigkeit für Dettlinger
- 1970: Schlagzeilen über einen Mord
- 1970: Krebsstation
- 1971: Moosmacher macht Millionen
- 1971: Autos (auch Drehbuch)
- 1971: Der Mann aus London
- 1971: Tatort: Der Boss
- 1972: Happy End
- 1972: Geliebter Mörder
- 1973: Josef Lang k.u.k. Scharfrichter
- 1973: Lokaltermin (TV-Serie, 13 Folgen)
- 1974: Der Springteufel
- 1974: Tatort: Der Mann aus Zimmer 22
- 1974: Die Rache (auch Drehbuch)
- 1974: Rheinpromenade
- 1975–76: Eurogang (TV-Serie, 2 Folgen)
- 1976: Waffen für Amerika
- 1976: Der Anwalt (TV-Serie)
- 1976: Möwengeschrei
- 1977: Reinhard Heydrich – Manager des Terrors[1]
- 1977: Der Heiligenschein
- 1978: Heinrich, der gute König (drei Teile)
- 1978: Tatort: Zürcher Früchte
- 1978: Die Sonnenschein GmbH
- 1980: Ganz unter uns
- 1980: Kabale und Liebe
- 1980: Ein Vogel auf dem Leim
- 1981: Betti, die Tochter (auch Drehbuch)
- 1983: Vom Webstuhl zur Weltmacht
- 1984: Tatort: Rubecks Traum (auch Drehbuch)
- 1984: Der Sohn des Bullen[2] (auch Drehbuch)
- 1984: Die Wannseekonferenz
- 1986: Liebling Kreuzberg (TV-Serie, sechs Folgen)
- 1988: Tatort: Die Brüder (auch Drehbuch)
- 1989: Die Männer vom K3 (zwei Folgen der TV-Reihe)
- 1990: Tatort: Tod einer Ärztin (auch Drehbuch)
- 1990: Der zerbrochene Krug
- 1993: Tatort: Renis Tod (auch Drehbuch)
- 1993: Der Nebenbuhler[3] (auch Drehbuch)
- 1993: Der Betrogene[4] (auch Drehbuch)
- 1995: Tatort: Mordnacht (auch Drehbuch)
- 1996: Tatort: Freitagsmörder (auch Drehbuch)
- 1997: Tatort: Akt in der Sonne (auch Drehbuch)
- 1997: Polizeiruf 110: Feuertod (auch Drehbuch)
- 1998: Tatort: Rosen für Nadja (auch Drehbuch)
- 1999: Tatort: Der Heckenschütze (auch Drehbuch)

## Auszeichnungen (Auswahl)
- 1. Preis der Marler Gruppe 1970 für „Oh süße Geborgenheit“
- Festival de Télévision de Monte-Carlo 1985, Nymphe d’Argent in der Kategorie Regie für „Die Wannseekonferenz“
- 1. Preis World Television Festival Tokyo 1985 für „Die Wannseekonferenz“
- Adolf-Grimme-Preis 1987 für „Liebling Kreuzberg“
- Adolf-Grimme-Preis 1988 für „Liebling Kreuzberg“
- Silver Hugo beim Chicago International Film Festival 1989 für „Die Wannseekonferenz“
- Award-Winner Red Ribbon American Film Festival 1989 für „Die Wannseekonferenz“

## Buchveröffentlichungen
- Der Sohn des Bullen. Roman. Rowohlt Verlag, Reinbek 1980, ISBN 3-499-42541-6.
- Rubecks Traum. Roman. Rowohlt Verlag, Reinbek 1983, ISBN 3-499-42645-5.